# 八戸市立八戸小学校
八戸市立八戸小学校（はちのへしりつ はちのへしょうがっこう）は、青森県八戸市長根3丁目にある公立小学校。

## 沿革

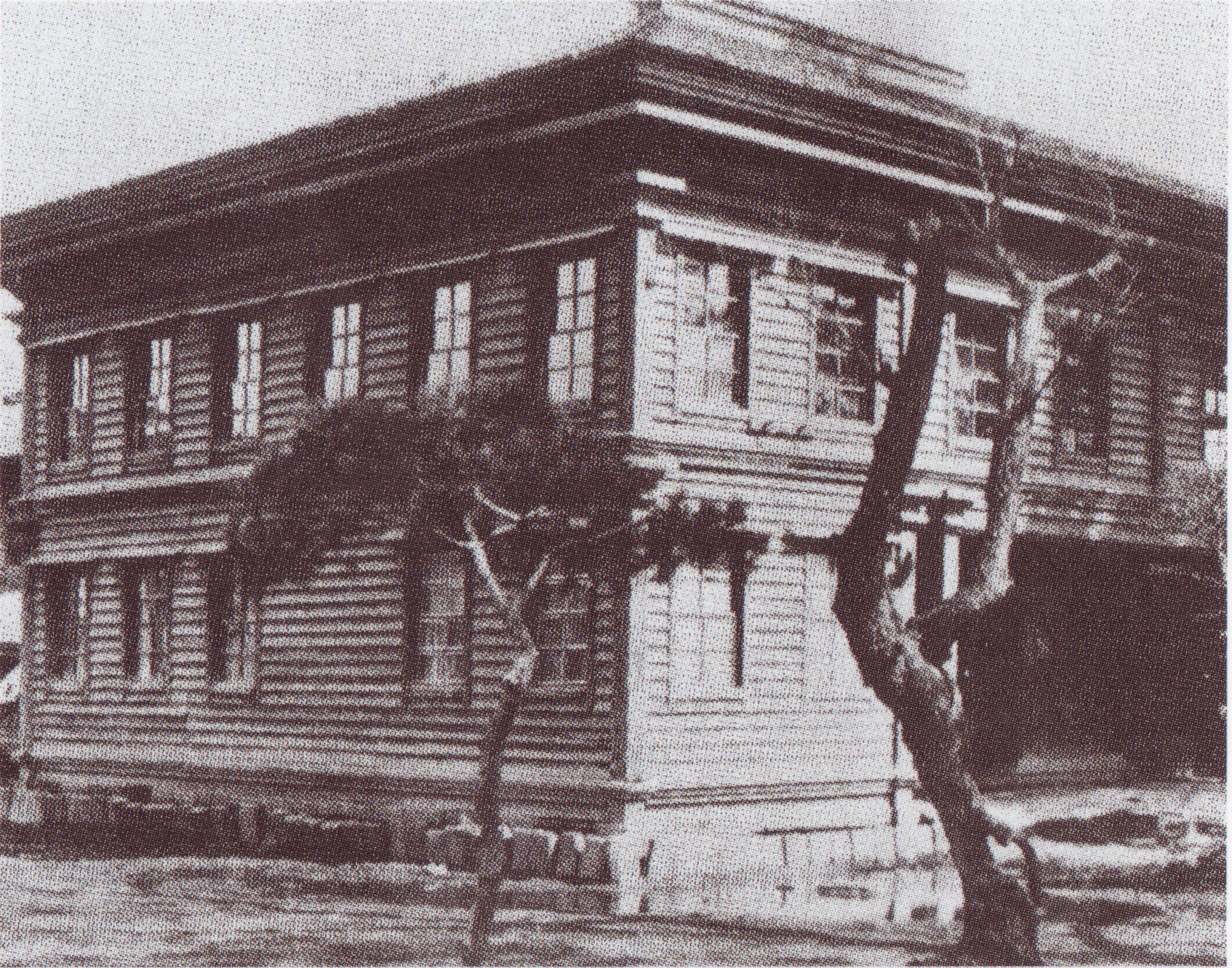
八戸小学校、1873年。

- 1873年（明治6年）9月6日 - 八戸番町に第七学区第一七中学区一番小学として開校。
- 1874年（明治7年） - 八戸小学と改称。
- 1881年（明治14年）8月3日 - 洋風校舎新築落成。
- 1882年（明治15年）1月8日 - 八戸小学第一校と改称。
- 1886年（明治19年）8月10日 - 八戸小学第三校を併合。
- 1887年（明治20年）4月1日 - 八戸小学第二校と八戸小学第四校（本校・分校）を併合し、八戸尋常小学校と改称。朝日町分校設置。
- 1888年（明治21年）4月19日 - 朝日町分校が、類焼し、そのまま廃校。
- 1892年（明治25年）5月30日 - 八戸高等小学校を併合し、八戸尋常高等小学校と改称。
- 1900年（明治33年）5月15日 - 女子を分離、八戸女子尋常高等小学校設置。
- 1910年（明治43年）4月1日 - 男女両尋常高等小学校から、高等科を分離し、八戸高等小学校設置。八戸尋常小学校と改称。女子部は、八戸女子尋常小学校となる。
- 1912年（大正元年）9月3日 - 八戸女子尋常小学校を併合、八戸保嬰学校併設。
- 1929年（昭和4年）4月27日 - 新校舎竣工。
- 1930年（昭和5年）4月1日 - 八戸尋常高等小学校（八戸高等小学校に尋常科併置）に、類家・吹上・田向の児童を分離移籍。
- 1935年（昭和10年）3月31日 - 併設の八戸保嬰学校廃止。
- 1941年（昭和16年）4月1日 - 国民学校令により、八戸国民学校と改称。
- 1945年（昭和20年）
  - 8月9日 - 全児童が、三戸郡斗川小学校へ集団疎開。
  - 8月16日 - 疎開先から帰校。
- 1947年（昭和22年）4月1日 - 学制改革により、八戸市立八戸小学校と改称。
- 1952年（昭和27年）4月1日 - 学区変更により、約600名の児童を吹上小学校へ分離移籍。
- 1974年（昭和49年）
  - 1月12日 - 夕方頃、プレハブ校舎の理科準備室から出火し、校舎全焼（出火原因は不明）。3学期中は、市内各小学校への分散授業を行った[1]。
  - 4月1日 - 現在地に移転。
- 2013年（平成25年）11月1日 - 創立140周年記念式典挙行。
- 2017年（平成29年）4月1日 - 特別支援学級開設。
- 2023年（令和5年）11月17日 - 創立150周年記念式典挙行。

## 学区
- こちらのサイトを参照

## 周辺
- 八戸市立第二中学校 - 主な進学先
- 馬淵川
  - 馬淵川緑地
- 売市第七公園
- 売市第六公園

## アクセス
- 八戸市営バス「緑ヶ丘」バス停から、徒歩約520m・約9分。
- JR八戸線本八戸駅から、徒歩約1.2km強・約19分。

## 参考資料
- 『青森県教育史 別巻』（青森県教育委員会・1973年12月20日発行）「学校沿革 小学校」717頁「八戸小学校」